# Ебон Реймски
Ебон Реймски (на немски: Ebo, Ebbo; * 778, † 20 март 851, Хилдесхайм) е от 816 до 835 г. и от 840 до 841 г. архиепископ на Реймс и от 845 до 851 г. епископ на Хилдесхайм.

## Живот
Ебон е единственият син на саксонски селянин-крепостник, работещ в чифлик на короната и млечен брат на по-късния император Лудвиг Благочестиви. Майка му се казва Химилтрудис. Ебон получава свободата си от Карл Велики и е възпитаван в императорското дворцово училище в Аахен, като съученик на Лудвиг Благочестиви, за църковна кариера.
Ебон е способен и бързо се издига. През 814 г. той е абат. Лудвиг Благочестиви го изпраща в Аквитания, за да му асистира в управлението на частичното кралство. Лудвиг го прави свой библиотекар. През есента на 816 г. станалият вече император Лудвиг Благочестиви го прави архиепископ на Реймс като наследник на Вулфар.
През 823 г. Ебон е мисионерски викар и мисионерски легат на папа Пасхалий I и отива като мисионер в Дания. Той е легат и на папа Евгений II (824 – 827).
През 825 г. той поръчва евангелие, ръкопис, наречен „Евангелие на Ебон“, което подарява през 835 г. на манастир Отвилиер.
На църковния събор в Париж през 829 г. Ебон и други църковни князе се обявяват против новото поделяне на наследството от Лудвиг. През 831 г. той става привърженик на Лотар I и братята му в борбата срещу техния баща. На 4 март 835 г. на събора в Диденхофен Лудвиг обвинява Ебон и го свалят от службата му. Ебон е предаден за строг затвор в манастир Фулда. Едва след смъртта на Лудвиг на 20 юни 840 г. Ебон получава свободата си.
На 6 декември 840 г. Ебон в присъствието на Лотар I пристига в Реймс и поема отново службата си на архиепископ. През 841 г. обаче Карл Плешиви го изгонва от Реймс.
През 844 или 845 г. Ебон е номиниран за епископ на Хилдесхайм като наследник на епископ Ремберт и умира на 20 март 851 г. Негов наследник става Алтфрид.